# Cotesia crambi
Cotesia crambi är en stekelart som först beskrevs av Weed 1887.  Cotesia crambi ingår i släktet Cotesia och familjen bracksteklar. Inga underarter finns listade i Catalogue of Life.